# جک دیلن گریزر
جک دیلن گریز (به انگلیسی: Jack Dylan Grazer)، متولد ۳ سپتامبر ۲۰۰۳، هنرپیشه آمریکایی است. گریزر بیش‌تر برای بازی در نقش ادی کسپراک در فیلم ترسناک آن شناخته می‌شود. این فیلم بر پایه رمان آن نوشته استیون کینگ در سال ۲۰۱۷ ساخته شد. در اواخر سال ۲۰۱۷، اعلام شد که گریزر به دنیای سینمایی دی‌سی پیوسته‌است. گریزر در فیلم شزم! که در سال ۲۰۱۹ اکران شد، نقش فردی فریمن را ایفا کرد.او در فیلم به روح نگو بازی کرده است.

## زندگی شخصی
زندگی شخصی گریزر در لس آنجلس، کالیفرنیا، پسر آنجلا لافور و گاوین گریزر، بازیگر متولد شد. عموی او تهیه‌کننده برایان گریزر است. گریزر از یک بورسیه تحصیلی در مدرسه هنرهای نمایشی آدرلی در پاسیفیک پالیسیدز، جایی که او فارغ‌التحصیل است، برای دو دانش آموز سالانه حمایت می‌کند.
در جولای ۲۰۲۱، گریزر در جریان پخش زنده اینستاگرام به عنوان دوجنسگرا ظاهر شد و «او/آنها» را به عنوان ضمایر خود اعلام کرد.